# Melvin Williams
Melvin Douglas "Little Melvin" Williams (14 décembre 1941 - 3 décembre 2015) est un acteur américain. Il est connu pour avoir organisé un trafic d'héroïne dans sa ville natale de Baltimore, Maryland, dans les années 1970 et 1980. Il apparaît ensuite comme acteur dans la série télévisée de HBO Sur écoute, qui explore de nombreux sujets liés à Baltimore y compris le trafic de stupéfiants, et sert d'inspiration pour le personnage d'Avon Barksdale. 

## Jeunesse
Williams est né à Baltimore, Maryland. Son père était chauffeur de taxi et sa mère travaillait comme aide-infirmière. Dans les années 1960, Williams devient connu sous l'alias "Little Marvin" à Baltimore. Avant ses 21 ans, il a été arrêté 10 fois pour vol et agression. 
Il joue un rôle dans l'arrêt des émeutes dans la ville à la suite de l'assassinat de Martin Luther King, Jr. au début d'avril 1968,.  

## Trafic de drogue
Il est de nouveau fois emprisonné en 1969 pour sa première peine longue pour trafic de drogue. 
Williams est fortement impliqué dans le trafic de drogue tout au long des années 1970 et au début des années 1980. Dans le documentaire FX Tapping the Wire sur l'émission de HBO The Wire, Williams avance qu'il aurait gagné «quelques centaines de millions de dollars» grâce au trafic d'héroïne ; d'autres sources avancent que le trafic générait un million de dollars par jour. Pendant ce temps, Williams est périodiquement arrêté pour des accusations mineures jusqu'à ce qu'une enquête soit ouverte par des agents fédéraux, avec le département de police de Baltimore, sur ses activités au début des années 1980.  
Le 6 décembre 1984, Williams est arrêté pour trafic de cocaïne. Le 7 février 1985, il est reconnu coupable et condamné à 34 ans de prison. Il purge une partie de sa peine dans au Lewisburg Federal Penitentiary (en). En mai 1987, l'Internal Revenue Service évalue ses impôts à un montant de 425 055 $ et saisit la maison Williams. Pendant qu'il est encore en prison, sa vie est présentée dans une série d'articles écrits par le futur créateur de The Wire David Simon. Intitulée «Easy Money: Anatomy of a Drug Empire», cette série est publiée dans le Baltimore Sun en 1987,. Williams est libéré sur parole en 1996.     
En mars 1999, alors en liberté conditionnelle et avec un vaste casier judiciaire, il frappe un homme pour une dette de 500 $. Il est condamné à 22 ans de prison en décembre 2000 après une annulation de procès. Sa peine est cependant réduite et il est libéré de prison en septembre 2003 grâce à des témoignages d'autorités religieuses avançant qu'il s'était converti et avait changé,. Au total, il aura passé plus de 20 ans en prison. 
Après sa libération, il se réinsère en réalisant des conférences pour la jeunesse au sujet des dangers de la drogue.

## Carrière d'acteur
Williams commence à apparaître dans Sur écoute au cours de la deuxième où il interprète un diacre jusqu'à la fin de la série,. Par ailleurs, il aurait été une source d'inspiration pour le personnage d'Avon Barksdale,, même si David Simon, le créateur de la série, évoque que le personnage est en réalite inspiré de plus d'une personne. L'émission de BET American Gangster (TV series) (en) présente Williams dans un épisode,. 
Dans le film Liberty Heights de 1999, le personnage de Little Melvin est interprété par Orlando Jones. Il apparaît en caméo dans une vidéo du duo hip hop de Baltimore Dirt Platoon pour la chanson "Pennsylvania Avenue" en 2010.    
Un reportage où il intervient, The Heroin King of Baltimore: The Rise & Fall of Melvin Williams de Eyes Wide Open Films, décrit sa vie. 

## Vie privée
Melvin Williams a eu un fils, Donald A. Williams, qui est mort assassiné à 27 ans en 1990.

## Mort
Williams décède d'un cancer le 3 décembre 2015 à l'University of Maryland Medical Center (en) de Baltimore,. 